# Arcidiecéze Viminacium
Arcidiecéze Viminacium je titulární metropolitní arcidiecéze římskokatolické církve.

## Historie
Viminacium, identifikovatelné se současným městem Kostolac v dnešním Srbsku, je starobylé metropolitní sídlo, nacházející se v římské provincii Moesie Superior.
Jsou známi jen dva arcibiskupové tohoto sídla. Amantius zúčastněný v letech 344-347 koncilu v Serdice. Je možné že biskupem před ním či po něm mohl být Cyriak, kterého zmiňuje svatý Atanáš v epištole proti Ariánům. Dopis papeže Celestina I., adresovaný roku 424 ilýrským metropoliím obsahuje několik jmen bez uvedení místa příslušnosti; mezi nimi je podle Zeillera také arcibiskup z Viminacia; Pavel, Eternal a Sabatius.
Do této metropolie patřily tyto sufragánny:
- diecéze Singidinum
- diecéze Horreomargum
- diecéze Margum

Dnes je využívána jako titulární metroplitní sídlo; současným arcibiskupem je Stanisław Wojciech Wielgus, emeritní arcibiskup Varšavy.

## Seznam arcibiskupů
- Amantius (zmíněn v letech 344–347)
- Cyriak (zmíněn ve 4. století)

## Seznam titulárních arcibiskupů
- 1925–1927 Alfred-Jules Mélisson
- 1928–1940 Thomas Francis Hickey
- 1941–1950 Manoel da Silva Gomes
- 1951–1958 Settimio Peroni
- 1959–1970 Jean-Baptiste Boivin, S.M.A.
- 1970–2003 Franco Brambilla
- 2007–dosud Stanisław Wojciech Wielgus